# Scutellinia subhirtella

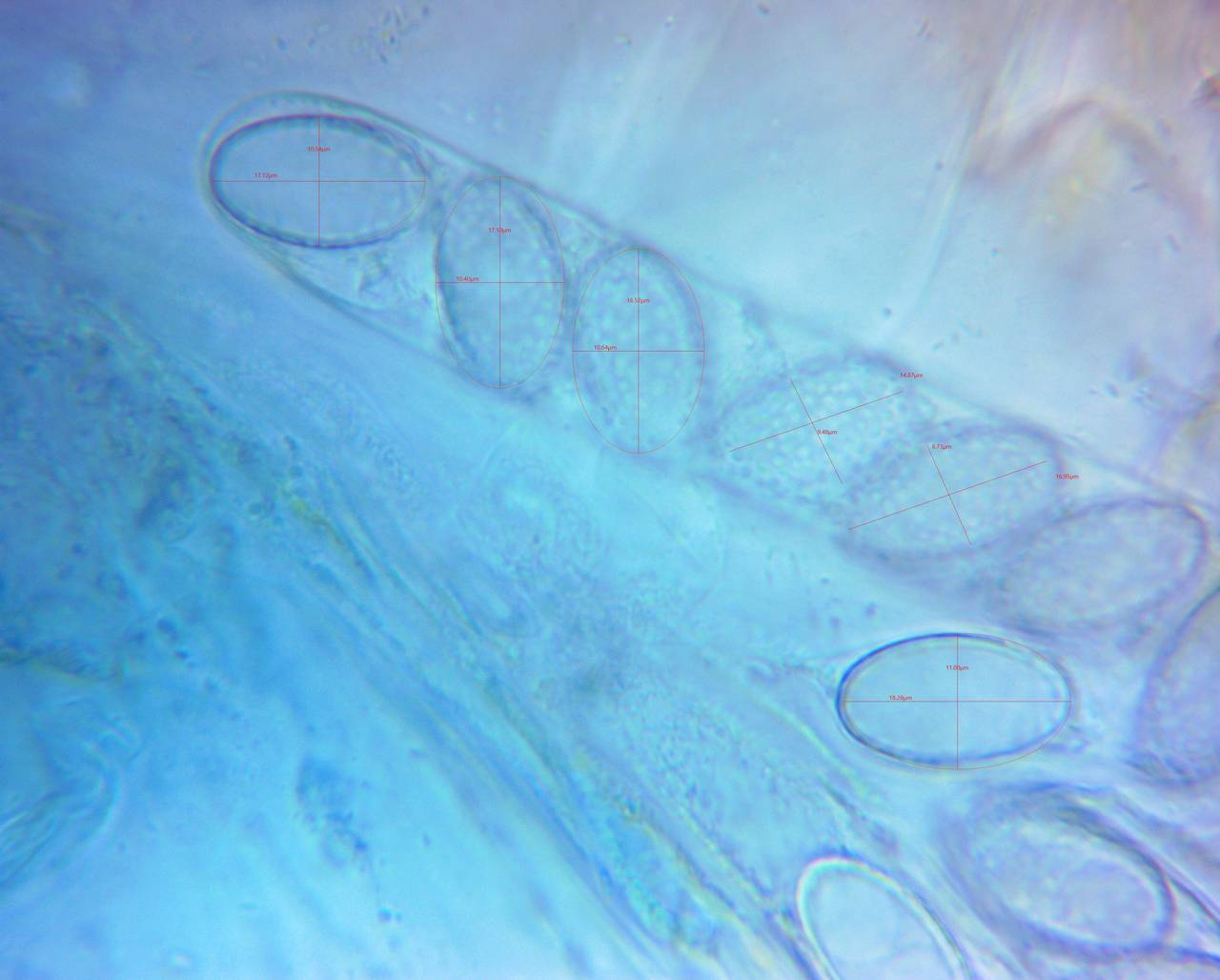
Worek z zarodnikami

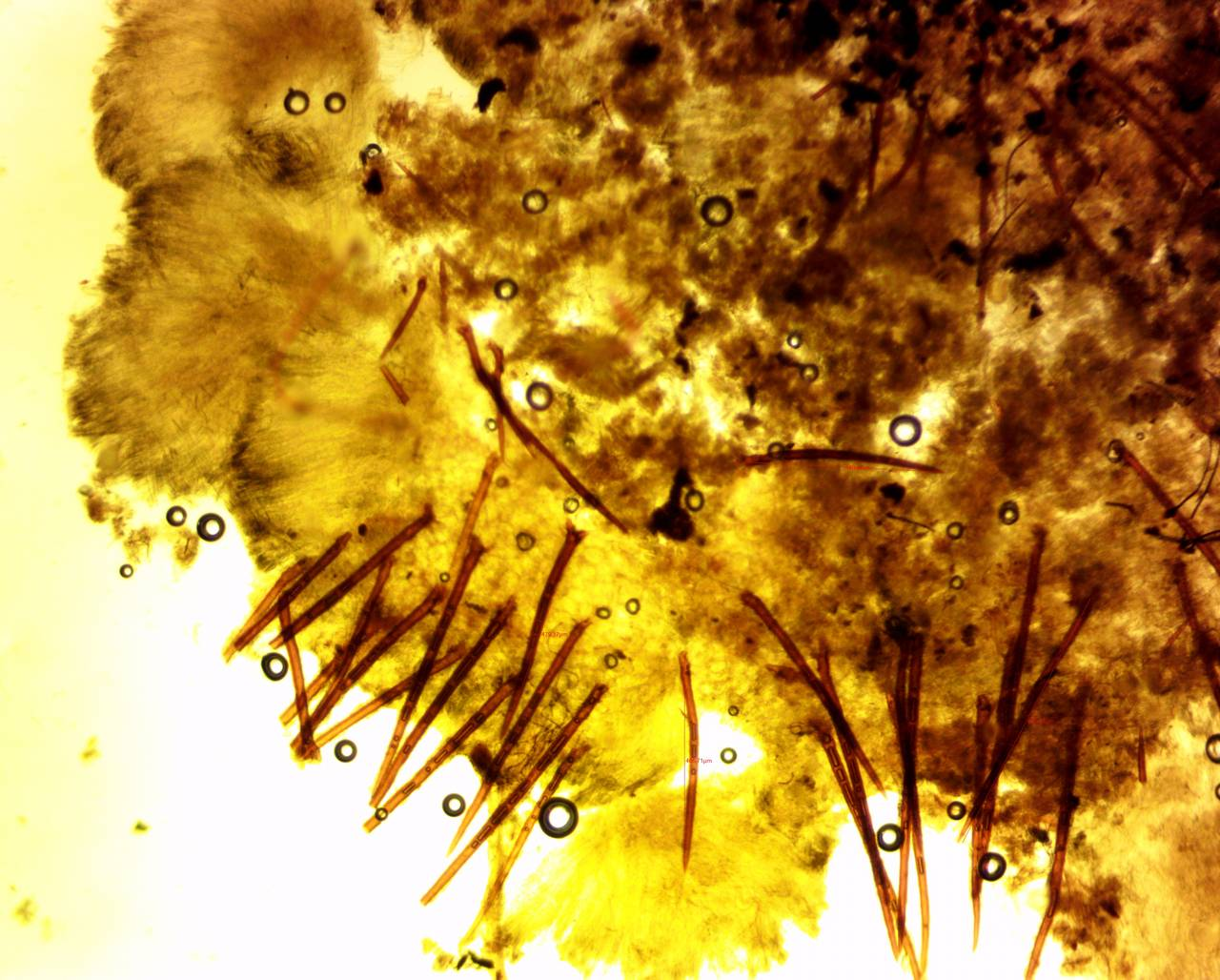
Włoski

Scutellinia subhirtella Svrček – gatunek grzybów z rodziny Pyronemataceae.

## Systematyka i nazewnictwo
Pozycja w klasyfikacji według Index Fungorum: Scutellinia, Pyronemataceae, Pezizales, Pezizomycetidae, Pezizomycetes, Pezizomycotina, Ascomycota, Fungi.
Po raz pierwszy opisał go w 1971 r. Mirko Svrček i nadana przez niego nazwa naukowa jest aktualna.

## Morfologia
Owocnik
Typu apotecjum bez trzonu, o średnicy 1,5–4,5 mm, początkowo miseczkowate, potem talerzowate. Hymenium pomarańczowoczerwone do czerwonego, powierzchnia zewnętrzna jaśniejsza, brzeg cały, pokryty żółtawo-brązowymi włoskami. Zapach znikomy.
Cechy mikroskopowe
Worki cylindryczne, 8-zarodnikowe, nieamyloidalne, jednorzędowe, 214,5–356,5 × 14,2–31,1 µm. Askospory zasadniczo elipsoidalne, ornamentowane małymi, izolowanymi brodawkami o wysokości do 1,2 μm, 15,5–21,4 × 13,2–16,5 μm, Q = 1,2–1,5, objętość 1,5–2,9 μm³. Wstawki cylindryczne, z przegrodami, 6,3–11,3 µm, u nasady rozwidlone, na wierzchołku rozszerzone. Włoski wieloprzegrodowe, brązowe, grube, ze spiczastymi wierzchołkami, napęczniałe u podstawy, 1–3 krotnie rozwidlone, 182,4–671,6 × 13,0–30,3 µm. Wewnętrzna warstwa ekscypulum (medullary excipulum) misternie teksturowana, warstwa zewnętrzna (ectal excipulum) o kanciastej lub kulistej teksturze.
Gatunki podobne
W Polsce występuje około 30 gatunków włośniczek. Wszystkie są morfologicznie bardzo podobne, jedyną różniącą je cechą, którą można dostrzec bez użycia mikroskopu, jest długość rzęsek, nie wystarcza to jednak do rozróżnienia gatunków. Pewne ich rozróżnienie możliwe jest tylko badaniami mikroskopowymi. Scutellinia subhirtella charakteryzuje się wielkością włosków i ich 1–3-trójdzielną podstawą, wielkością, kształtem i ornamentacją zarodników z małymi izolowanymi brodawkami, których wysokość nie przekracza 1,2 μm. Podobny jest gatunek Scutellinia patagonica, ale ma bardziej kuliste zarodniki i wielowarstwowe włosy u podstawy.

## Występowanie i siedlisko
Występuje na wszystkich kontynentach poza Afryką i Antarktydą. Występuje również w Polsce, a najbardziej aktualne stanowiska podaje internetowy atlas grzybów. Znajduje się w nim na liście gatunków zagrożonych i wartych objęcia ochroną.
Grzyb saprotroficzny występujący na źdźbłach traw, pniach drzew i na ziemi.